# Lista de Secretários do Tesouro dos Estados Unidos

Selo do Departamento do Tesouro.

O cargo de Secretário do Tesouro dos Estados Unidos já foi ocupado por 77 pessoas diferentes, com o primeiro sendo Alexander Hamilton e o mais recente Scott Bessent, atualmente em exercício. O Secretário do Tesouro é nomeado pelo Presidente dos Estados Unidos com a aprovação do Senado, fazendo parte do Gabinete Presidencial e do Conselho de Segurança Nacional.
De acordo com a Constituição, o Secretário do Tesouro é o principal conselheiro do presidente para assuntos financeiros e econômicos, e também o chefe do Departamento do Tesouro, criado em 1789 pelo Congresso. Suas funções incluem criar planos e medidas com o objetivo de encorajar o crescimento econômico do país, manter sistemas fundamentais para a infraestrutura financeira nacional, cuidar do desembolso de pagamentos ao povo norte-americano e do empréstimo dos fundos necessários para o gerenciamento do governo federal. Além disso, o secretário deve cuidar da dívida pública, proteger o governo e o povo de fraudes, manter contas separadas dos impostos pagos em cada estado e enviar relatórios anuais ao presidente e ao Congresso sobre as finanças e economia dos Estados Unidos.
De todos os Secretários do Tesouro, Hugh McCulloch e William Windom são os únicos que o ocuparam em duas ocasiões diferentes. McCulloch primeiramente serviu entre 1865 e 1869 durante os últimos meses da presidência de Abraham Lincoln e por toda presidência de Andrew Johnson, e depois de 1884 a 1885 sob Chester A. Arthur. Windom foi secretário pela primeira vez de março a novembro de 1881 na presidência de James A. Garfield e nos primeiros meses da de Arthur, e posteriormente entre 1889 e 1891 sob Benjamin Harrison. Com pouco menos de treze anos, de 1801 a 1814 sob Thomas Jefferson e James Madison, Albert Gallatin foi quem teve o maior mandato da história. Joseph W. Barr foi quem ocupou o cargo por menos tempo, apenas um mês de dezembro de 1968 a janeiro de 1969 já no final do mandato de Lyndon B. Johnson.

## Lista de Secretários do Tesouro
Legenda:
     Sem partido      Partido Federalista      Partido Democrata-Republicano      Partido Democrata      Partido Whig      Partido Republicano
| Nº | Secretário do Tesouro | Secretário do Tesouro    | Início do mandato       | Fim do mandato          | Partido               | Presidente             | Ref    |
| -- | --------------------- | ------------------------ | ----------------------- | ----------------------- | --------------------- | ---------------------- | ------ |
| 1  |                       | Alexander Hamilton       | 11 de setembro de 1789  | 31 de janeiro de 1795   | Federalista           | George Washington      | [ 9 ]  |
| 2  |                       | Oliver Wolcott Jr.       | 3 de fevereiro de 1795  | 31 de dezembro de 1800  | Federalista           | George Washington      | [ 10 ] |
| 2  | John Adams            | Oliver Wolcott Jr.       | 3 de fevereiro de 1795  | 31 de dezembro de 1800  | Federalista           |                        | [ 10 ] |
| 3  |                       | Samuel Dexter            | 1 de janeiro de 1801    | 6 de maio de 1801       | Federalista           | [ 11 ]                 |        |
| 3  | Thomas Jefferson      | Samuel Dexter            | 1 de janeiro de 1801    | 6 de maio de 1801       | Federalista           | [ 11 ]                 |        |
| 4  |                       | Albert Gallatin          | 14 de maio de 1801      | 9 de fevereiro de 1814  | Democrata-Republicano | [ 7 ]                  |        |
| 4  | James Madison         | Albert Gallatin          | 14 de maio de 1801      | 9 de fevereiro de 1814  | Democrata-Republicano | [ 7 ]                  |        |
| 5  |                       | George W. Campbell       | 9 de fevereiro de 1814  | 26 de setembro de 1814  | Democrata-Republicano | [ 12 ]                 |        |
| 6  |                       | Alexander J. Dallas      | 6 de outubro de 1814    | 21 de outubro de 1816   | Democrata-Republicano | [ 13 ]                 |        |
| 7  |                       | William H. Crawford      | 22 de outubro de 1816   | 6 de março de 1825      | Democrata-Republicano | [ 14 ]                 |        |
| 7  | James Monroe          | William H. Crawford      | 22 de outubro de 1816   | 6 de março de 1825      | Democrata-Republicano | [ 14 ]                 |        |
| 8  |                       | Richard Rush             | 7 de março de 1825      | 3 de março de 1829      | Federalista           | John Quincy Adams      | [ 15 ] |
| 9  |                       | Samuel D. Ingham         | 6 de março de 1829      | 20 de junho de 1831     | Democrata             | Andrew Jackson         | [ 16 ] |
| 10 |                       | Louis McLane             | 8 de agosto de 1831     | 29 de maio de 1833      | Democrata             | Andrew Jackson         | [ 17 ] |
| 11 |                       | William J. Duane         | 29 de maio de 1833      | 23 de setembro de 1833  | Democrata             | Andrew Jackson         | [ 18 ] |
| 12 |                       | Roger B. Taney           | 23 de setembro de 1833  | 24 de junho de 1834     | Democrata             | Andrew Jackson         | [ 19 ] |
| 13 |                       | Levi Woodbury            | 1 de julho de 1834      | 3 de março de 1841      | Democrata             | Andrew Jackson         | [ 20 ] |
| 13 | Martin van Buren      | Levi Woodbury            | 1 de julho de 1834      | 3 de março de 1841      | Democrata             |                        | [ 20 ] |
| 14 |                       | Thomas Ewing             | 4 de março de 1841      | 11 de setembro de 1841  | Whig                  | William Henry Harrison | [ 21 ] |
| 14 | John Tyler            | Thomas Ewing             | 4 de março de 1841      | 11 de setembro de 1841  | Whig                  |                        | [ 21 ] |
| 15 |                       | Walter Forward           | 13 de setembro de 1841  | 1 de março de 1843      | Whig                  | [ 22 ]                 |        |
| 16 |                       | John Canfield Spencer    | 8 de março de 1843      | 2 de maio de 1844       | Whig                  | [ 23 ]                 |        |
| 17 |                       | George M. Bibb           | 4 de junho de 1844      | 7 de março de 1845      | Democrata             | [ 24 ]                 |        |
| 18 |                       | Robert J. Walker         | 8 de março de 1845      | 5 de março de 1849      | Democrata             | James K. Polk          | [ 25 ] |
| 19 |                       | William M. Meredith      | 8 de março de 1849      | 22 de julho de 1850     | Whig                  | Zachary Taylor         | [ 26 ] |
| 19 | Millard Fillmore      | William M. Meredith      | 8 de março de 1849      | 22 de julho de 1850     | Whig                  |                        | [ 26 ] |
| 20 |                       | Thomas Corwin            | 23 de julho de 1850     | 6 de março de 1853      | Whig                  | [ 27 ]                 |        |
| 21 |                       | James Guthrie            | 7 de março de 1853      | 6 de março de 1857      | Democrata             | Franklin Pierce        | [ 28 ] |
| 22 |                       | Howell Cobb              | 7 de março de 1857      | 8 de dezembro de 1860   | Democrata             | James Buchanan         | [ 29 ] |
| 23 |                       | Philip Francis Thomas    | 12 de dezembro de 1860  | 14 de janeiro de 1861   | Democrata             | James Buchanan         | [ 30 ] |
| 24 |                       | John Adams Dix           | 15 de janeiro de 1861   | 6 de março de 1861      | Democrata             | James Buchanan         | [ 31 ] |
| 25 |                       | Salmon P. Chase          | 7 de março de 1861      | 30 de junho de 1864     | Republicano           | Abraham Lincoln        | [ 32 ] |
| 26 |                       | William P. Fessenden     | 5 de julho de 1864      | 3 de março de 1865      | Republicano           | Abraham Lincoln        | [ 33 ] |
| 27 |                       | Hugh McCulloch           | 9 de março de 1865      | 3 de março de 1869      | Republicano           | Abraham Lincoln        | [ 5 ]  |
| 27 | Andrew Johnson        | Hugh McCulloch           | 9 de março de 1865      | 3 de março de 1869      | Republicano           |                        | [ 5 ]  |
| 28 |                       | George S. Boutwell       | 12 de março de 1869     | 16 de março de 1873     | Republicano           | Ulysses S. Grant       | [ 34 ] |
| 29 |                       | William Adams Richardson | 17 de março de 1873     | 3 de junho de 1874      | Republicano           | Ulysses S. Grant       | [ 35 ] |
| 30 |                       | Benjamin Bristow         | 4 de junho de 1874      | 20 de junho de 1876     | Republicano           | Ulysses S. Grant       | [ 36 ] |
| 31 |                       | Lot M. Morrill           | 7 de julho de 1876      | 9 de março de 1877      | Republicano           | Ulysses S. Grant       | [ 37 ] |
| 32 |                       | John Sherman             | 10 de março de 1877     | 3 de março de 1881      | Republicano           | Rutherford B. Hayes    | [ 38 ] |
| 33 |                       | William Windom           | 8 de março de 1881      | 13 de novembro de 1881  | Republicano           | James A. Garfield      | [ 6 ]  |
| 33 | Chester A. Arthur     | William Windom           | 8 de março de 1881      | 13 de novembro de 1881  | Republicano           |                        | [ 6 ]  |
| 34 |                       | Charles J. Folger        | 14 de novembro de 1881  | 4 de setembro de 1884   | Republicano           | [ 39 ]                 |        |
| 35 |                       | Walter Q. Gresham        | 5 de setembro de 1884   | 30 de outubro de 1884   | Republicano           | [ 40 ]                 |        |
| 36 |                       | Hugh McCulloch           | 31 de outubro de 1884   | 7 de março de 1885      | Republicano           | [ 5 ]                  |        |
| 37 |                       | Daniel Manning           | 8 de março de 1885      | 31 de março de 1887     | Democrata             | Grover Cleveland       | [ 41 ] |
| 38 |                       | Charles S. Fairchild     | 1 de abril de 1887      | 6 de março de 1889      | Democrata             | Grover Cleveland       | [ 42 ] |
| 39 |                       | William Windom           | 7 de março de 1889      | 29 de janeiro de 1891   | Republicano           | Benjamin Harrison      | [ 6 ]  |
| 40 |                       | Charles Foster           | 25 de fevereiro de 1891 | 6 de março de 1893      | Republicano           | Benjamin Harrison      | [ 43 ] |
| 41 |                       | John G. Carlisle         | 7 de março de 1893      | 5 de março de 1897      | Democrata             | Grover Cleveland       | [ 44 ] |
| 42 |                       | Lyman J. Gage            | 6 de março de 1897      | 31 de janeiro de 1902   | Republicano           | William McKinley       | [ 45 ] |
| 42 | Theodore Roosevelt    | Lyman J. Gage            | 6 de março de 1897      | 31 de janeiro de 1902   | Republicano           |                        | [ 45 ] |
| 43 |                       | L. M. Shaw               | 1 de fevereiro de 1902  | 3 de março de 1907      | Republicano           | [ 46 ]                 |        |
| 44 |                       | George B. Cortelyou      | 4 de março de 1907      | 7 de março de 1909      | Republicano           | [ 47 ]                 |        |
| 45 |                       | Franklin MacVeagh        | 8 de março de 1909      | 5 de março de 1913      | Republicano           | William Howard Taft    | [ 48 ] |
| 46 |                       | William Gibbs McAdoo     | 6 de março de 1913      | 15 de dezembro de 1918  | Democrata             | Woodrow Wilson         | [ 49 ] |
| 47 |                       | Carter Glass             | 16 de dezembro de 1918  | 1 de fevereiro de 1920  | Democrata             | Woodrow Wilson         | [ 50 ] |
| 48 |                       | David F. Houston         | 2 de fevereiro de 1920  | 3 de março de 1921      | Democrata             | Woodrow Wilson         | [ 51 ] |
| 49 |                       | Andrew W. Mellon         | 4 de março de 1921      | 12 de fevereiro de 1932 | Republicano           | Warren G. Harding      | [ 52 ] |
| 49 | Calvin Coolidge       | Andrew W. Mellon         | 4 de março de 1921      | 12 de fevereiro de 1932 | Republicano           |                        | [ 52 ] |
| 49 | Herbert Hoover        | Andrew W. Mellon         | 4 de março de 1921      | 12 de fevereiro de 1932 | Republicano           |                        | [ 52 ] |
| 50 |                       | Ogden L. Mills           | 13 de fevereiro de 1932 | 4 de março de 1933      | Republicano           | [ 53 ]                 |        |
| 51 |                       | William H. Woodin        | 5 de março de 1933      | 31 de dezembro de 1933  | Democrata             | Franklin D. Roosevelt  | [ 54 ] |
| 52 |                       | Henry Morgenthau, Jr.    | 1 de janeiro de 1933    | 22 de julho de 1945     | Democrata             | Franklin D. Roosevelt  | [ 55 ] |
| 52 | Harry S. Truman       | Henry Morgenthau, Jr.    | 1 de janeiro de 1933    | 22 de julho de 1945     | Democrata             |                        | [ 55 ] |
| 53 |                       | Frederick M. Vinson      | 23 de julho de 1945     | 23 de junho de 1946     | Democrata             | [ 56 ]                 |        |
| 54 |                       | John Wesley Snyder       | 25 de junho de 1946     | 20 de janeiro de 1953   | Democrata             | [ 57 ]                 |        |
| 55 |                       | George M. Humphrey       | 21 de janeiro de 1953   | 29 de julho de 1957     | Republicano           | Dwight D. Eisenhower   | [ 58 ] |
| 56 |                       | Robert B. Anderson       | 29 de junho de 1957     | 20 de janeiro de 1961   | Republicano           | Dwight D. Eisenhower   | [ 59 ] |
| 57 |                       | C. Douglas Dillon        | 21 de janeiro de 1961   | 1 de abril de 1965      | Republicano           | John F. Kennedy        | [ 60 ] |
| 57 | Lyndon B. Johnson     | C. Douglas Dillon        | 21 de janeiro de 1961   | 1 de abril de 1965      | Republicano           |                        | [ 60 ] |
| 58 |                       | Henry H. Fowler          | 1 de abril de 1965      | 20 de dezembro de 1968  | Democrata             | [ 61 ]                 |        |
| 59 |                       | Joseph W. Barr           | 21 de dezembro de 1968  | 20 de janeiro de 1969   | Democrata             | [ 8 ]                  |        |
| 60 |                       | David M. Kennedy         | 22 de janeiro de 1969   | 10 de fevereiro de 1971 | Republicano           | Richard Nixon          | [ 62 ] |
| 61 |                       | John Connally            | 11 de fevereiro de 1971 | 12 de junho de 1972     | Democrata             | Richard Nixon          | [ 63 ] |
| 62 |                       | George P. Shultz         | 12 de junho de 1972     | 8 de maio de 1974       | Republicano           | Richard Nixon          | [ 64 ] |
| 63 |                       | William E. Simon         | 8 de maio de 1974       | 20 de janeiro de 1977   | Republicano           | Richard Nixon          | [ 65 ] |
| 63 | Gerald Ford           | William E. Simon         | 8 de maio de 1974       | 20 de janeiro de 1977   | Republicano           |                        | [ 65 ] |
| 64 |                       | W. Michael Blumenthal    | 23 de janeiro de 1977   | 4 de agosto de 1979     | Democrata             | Jimmy Carter           | [ 66 ] |
| 65 |                       | G. William Miller        | 7 de agosto de 1979     | 20 de janeiro de 1981   | Democrata             | Jimmy Carter           | [ 67 ] |
| 66 |                       | Donald Regan             | 22 de janeiro de 1981   | 1 de fevereiro de 1985  | Republicano           | Ronald Reagan          | [ 68 ] |
| 67 |                       | James Baker              | 4 de fevereiro de 1985  | 17 de agosto de 1988    | Republicano           | Ronald Reagan          | [ 69 ] |
| 68 |                       | Nicholas F. Brady        | 15 de setembro de 1988  | 17 de janeiro de 1993   | Republicano           | Ronald Reagan          | [ 70 ] |
| 68 | George H. W. Bush     | Nicholas F. Brady        | 15 de setembro de 1988  | 17 de janeiro de 1993   | Republicano           |                        | [ 70 ] |
| 69 |                       | Lloyd Bentsen            | 20 de janeiro de 1993   | 22 de dezembro de 1994  | Democrata             | Bill Clinton           | [ 71 ] |
| 70 |                       | Robert Rubin             | 11 de janeiro de 1995   | 2 de julho de 1999      | Democrata             | Bill Clinton           | [ 72 ] |
| 71 |                       | Lawrence Summers         | 2 de julho de 1999      | 20 de janeiro de 2001   | Democrata             | Bill Clinton           | [ 73 ] |
| 72 |                       | Paul O'Neill             | 20 de janeiro de 2001   | 31 de dezembro de 2002  | Republicano           | George W. Bush         | [ 74 ] |
| 73 |                       | John W. Snow             | 3 de fevereiro de 2003  | 20 de junho de 2006     | Republicano           | George W. Bush         | [ 75 ] |
| 74 |                       | Henry Paulson            | 10 de julho de 2006     | 20 de janeiro de 2009   | Republicano           | George W. Bush         | [ 76 ] |
| 75 |                       | Timothy Geithner         | 26 de janeiro de 2009   | 25 de janeiro de 2013   | Sem partido           | Barack Obama           | [ 77 ] |
| 76 |                       | Jack Lew                 | 28 de fevereiro de 2013 | 20 de janeiro de 2017   | Democrata             | Barack Obama           | [ 78 ] |
| 77 |                       | Steven Mnuchin           | 13 de fevereiro de 2017 | 20 de janeiro de 2021   | Republicano           | Donald Trump           | [ 79 ] |
| 78 |                       | Janet Yellen             | 25 de janeiro de 2021   | 20 de janeiro de 2025   | Democrata             | Joe Biden              | [ 80 ] |
| 79 |                       | Scott Bessent            | 28 de janeiro de 2025   | em exercício            | Sem partido           | Donald Trump           | [ 81 ] |